# جرونیمو بارالیس
جرونیمو بارالیس (اسپانیایی: Jerónimo Barrales‎؛ زادهٔ ۲۸ ژانویهٔ ۱۹۸۷) بازیکن فوتبال اهل آرژانتین است.

## باشگاهی
از باشگاه‌هایی که در آن بازی کرده‌است می‌توان به باشگاه فوتبال بانفیلد، باشگاه فوتبال رکریتیوو اوئلوا، باشگاه فوتبال سیواس‌اسپور، باشگاه فوتبال جیمناسیا لاپلاتا، باشگاه فوتبال آستراس تریپولی، و باشگاه فوتبال اتلتیکو هوراکان اشاره کرد.